# Essex (Illinois)
Essex – wieś w Stanach Zjednoczonych, w stanie Illinois, w hrabstwie Kankakee.